# Tibetan Youth Congress
| Tibetische Bezeichnung                                    |
| --------------------------------------------------------- |
| Tibetische Schrift: བོད་ཀྱི་གཞོན་ནུའི་ལྷན་ཚོགས།                   |
| Wylie-Transliteration: bod kyi gzhon nu’i lhan tshogs     |
| Aussprache in IPA: [pʰøci ɕø̃ny ɬɛ̃tsoˀ]                    |
| Offizielle Transkription der VRCh: Poigyi Xoinnü Lhainzog |
| THDL-Transkription: Bökyi Zhönnü Lhentsok                 |
| Chinesische Bezeichnung                                   |
| Traditionell: 西藏青年大會                                |
| Vereinfacht: 西藏青年大会                                 |
| Pinyin:Xīzàng qīngnián dàhuì                              |

Der Tibetan Youth Congress (TYC) ist eine internationale Nichtregierungsorganisation, die für eine vollständige Unabhängigkeit Tibets eintritt. Der TYC wurde 1970 in Dharmshala im Beisein des 14. Dalai Lama gegründet und hat circa 30.000 Exil-tibetische Mitglieder, die 81 regionalen Gruppen in Indien, Nepal, Bhutan, Norwegen, Kanada, Frankreich, Japan, Taiwan, Australien und den USA angehören. Auch der schweizerische Verein Tibeter Jugend in Europa gehört zum Tibetan Youth Congress, Präsident des TYC ist Tsewang Rigzin.
Die chinesische Regierung bezeichnete den TYC u. a. im Zuge der tibetischen Unruhen 2008 als terroristische Organisation. Die Mitglieder des TYC sind nach dem Statut der Organisation dazu verpflichtet, auch unter Einsatz ihres Lebens für eine vollständige Unabhängigkeit Tibets zu kämpfen. Tsewang Rigzin, der Vorsitzende der Organisation, schloss 2008 in einem Interview mit dem Corriere della Sera für die Zukunft die Möglichkeit von Selbstmordanschlägen nicht aus.
Der TYC wies die Terrorismus-Vorwürfe zurück.